# Notre Dame de Scourmont

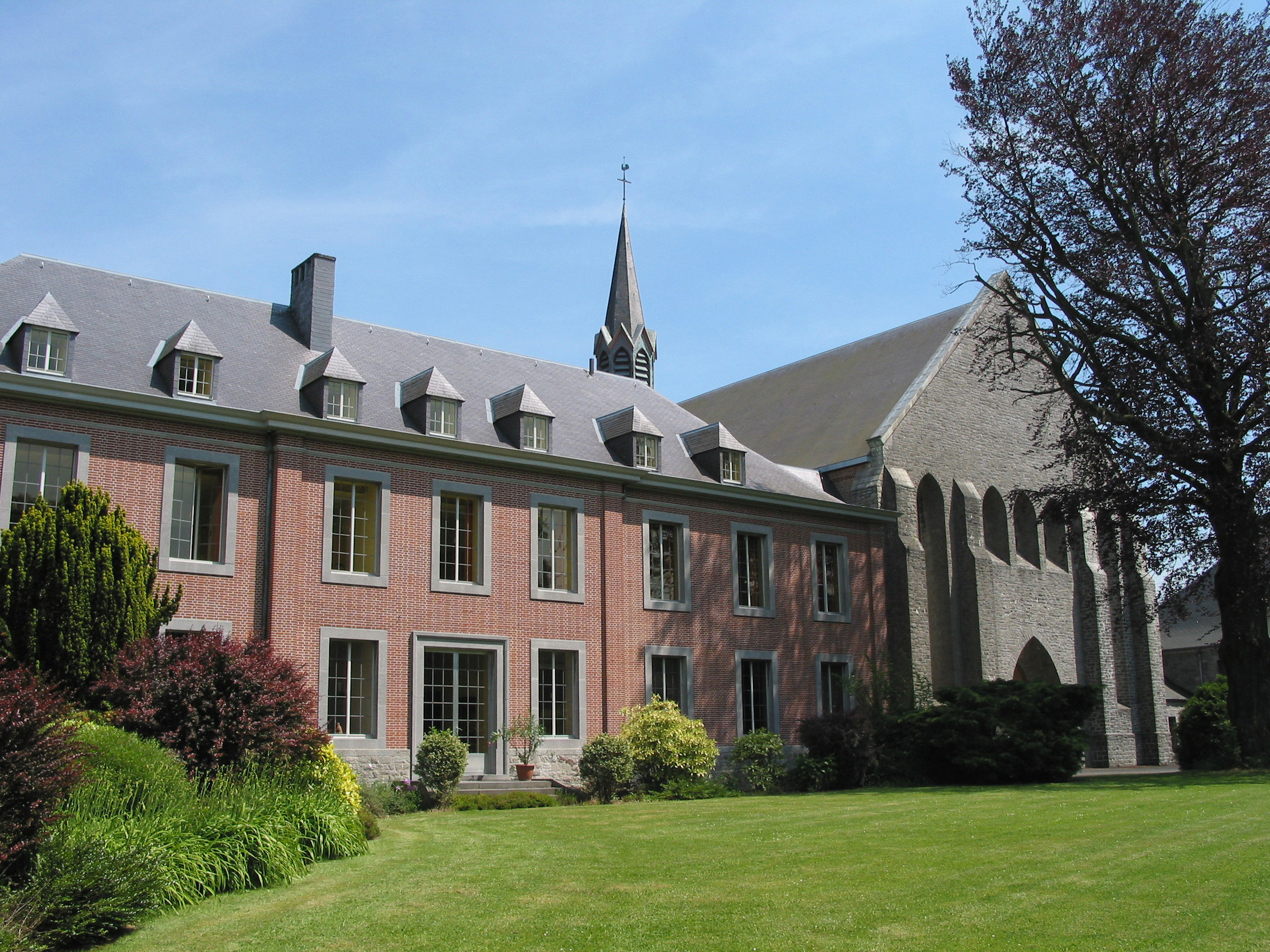

Notre Dame de Scourmont är ett trappistkloster i kommunen Chimay i den belgiska provinsen Hainaut.
På klostret finns bryggeriet Bières de Chimay, där man framställer trappistölet Chimay.